# Basilique de l'Assomption de Baltimore
Cette ancienne cathédrale et basilique n’est pas la seule cathédrale de l'Assomption.
La basilique de l'Assomption (en anglais : basilica of the Assumption), de son nom complet basilique du sanctuaire national Notre-Dame-de-l'Assomption (Basilica of the National Shrine of the Assumption of the Virgin Mary), est une basilique mineure de l'Église catholique située à Baltimore dans le Maryland aux États-Unis.
Elle a été la première cathédrale construite dans le pays (sous le nom de cathédrale de l'Assomption, Cathedral of the Assumption), dans ce qui était alors le premier diocèse américain, le diocèse de Baltimore, érigé en 1789 par Pie VI. Elle est aujourd'hui cocathédrale de l'archidiocèse catholique de Baltimore, avec la cathédrale Marie-Notre-Reine, et est le premier édifice américain à avoir reçu de la Conférence des évêques catholiques des États-Unis le statut de sanctuaire national, en 1993,.
La cathédrale, bâtie à la commande de John Carroll, premier évêque catholique américain, est également la première construction religieuse importante après l'adoption de la constitution du pays. Elle est considérée comme l'œuvre principale de l'architecte Benjamin Henry Latrobe, le « Père de l'architecture américaine ».

## Architecture
S'inspirant des édifices civils et religieux de l'antiquité gréco-romaine, la cathédrale est représentative du courant architectural néo-classique à la mode durant une partie du XIXe siècle. Basée sur un plan en forme de croix grecque, à l'instar de nombre d'églises paléochrétiennes européennes, elle se compose d'une nef divisée en trois vaisseaux, de croisillons peu saillants et d'une abside hémicylindrique intégrant colonnes ioniques, entablement et voûte à caissons. Un dôme couvre la croisée du transept. Le vaisseau central, éclairé par de larges baies en plein cintre, est couvert d'une série de dômes surbaissés accueillant des fresques représentant l'Ascension du Christ ou encore l'Assomption de la Vierge. En parallèle, les collatéraux sont couverts de berceaux transversaux.
Dans le chœur, l'autel est flanqué à droite d'une chaire monumentale et de l'ombrelle pontificale (gonfalon), symbolisant la communion avec le Pape. Cet ornement se retrouve dans la plupart des basiliques mineures. À gauche de l'autel, la cathèdre ou trône épiscopal, surmontée d'un dais, est le siège de l'archevêque de Baltimore.
La façade principale forme un portique hexastyle (à six colonnes) ionique surmonté d'un large fronton triangulaire. Cette disposition que l'on retrouve dans un certain nombre d'églises européennes du XVIIIe siècle s'inspire directement de l'architecture des temples antiques. Deux clochers, situés en léger retrait, sont coiffés de curieux dômes en bulbe. 
Les murs extérieurs sont faits de gneiss aux teintes gris argenté provenant d'une carrière d'Ellicott City. Alors que l'extérieur intègre des formes plutôt linéaires, l'intérieur se caractérise par des formes arrondies et une certaine sobriété.
Campée sur une hauteur dominant le port intérieur de Baltimore (Inner Harbor), la cathédrale apparaît comme un important repère dans le paysage urbain.

## Histoire

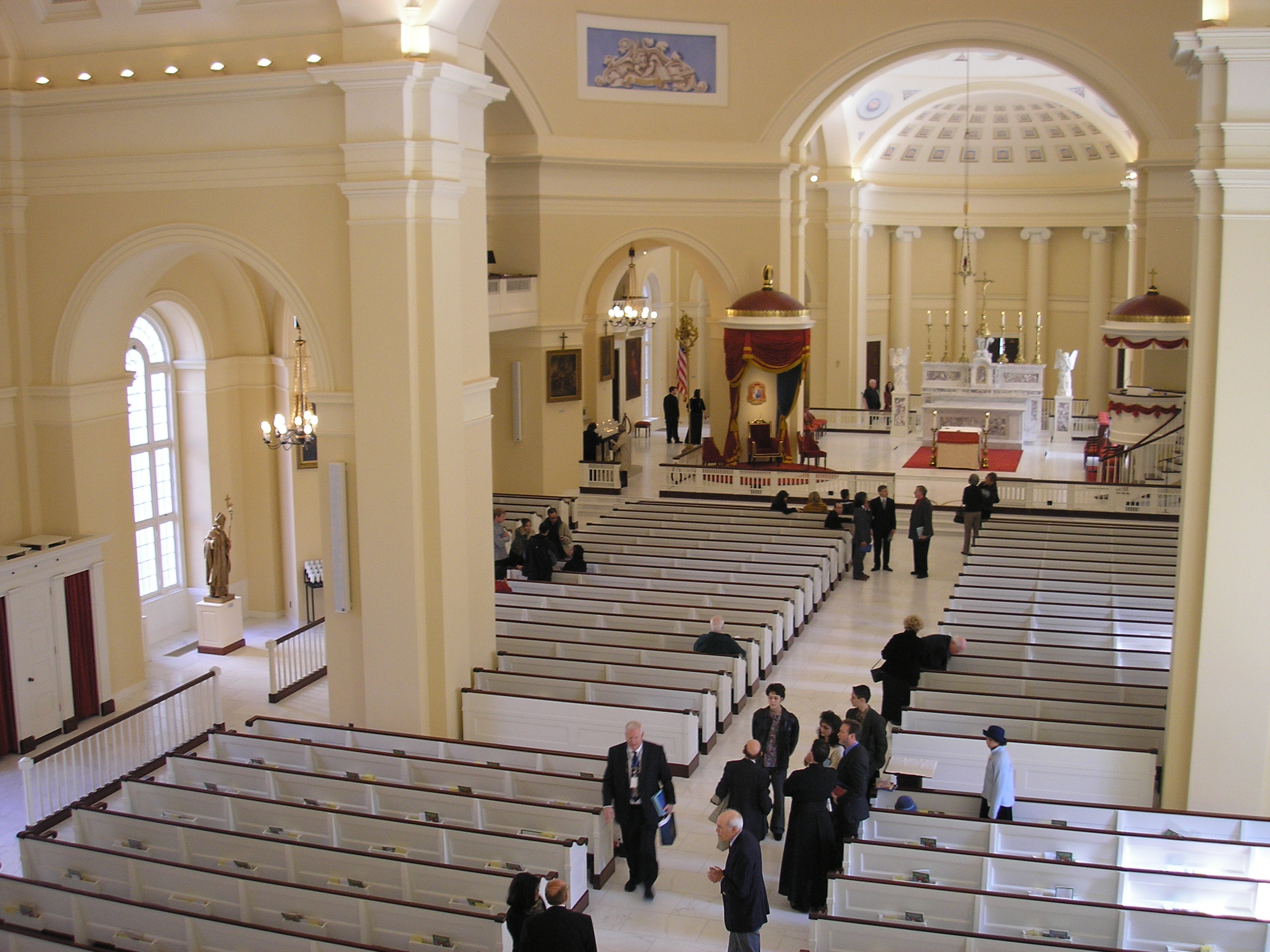
L'édifice rénové, en 2006.

La cathédrale fut construite de 1806 à 1821 selon les plans de l'architecte Benjamin Henry Latrobe (le premier architecte professionnel du pays) et architecte de Thomas Jefferson pour le Capitole des États-Unis). La construction fut décidée par le premier évêque des États-Unis, John Carroll. Sa consécration eut lieu le 31 mai 1821 par le troisième archevêque, Ambrose Maréchal (en).
Le pape Pie XI éleva la cathédrale au rang de basilique mineure en 1937. En 1969, l'édifice fut classé sur le registre des lieux historiques, et déclaré National Historic Landmark en 1971.
L'édifice a accueilli la cérémonie funéraire du cousin de l’évêque Carroll, Charles Carroll de Carrollton, le seul signataire catholique de la déclaration d'indépendance des États-Unis d'Amérique. La plupart des évêques du pays furent à l'époque consacrés ici. Longtemps, l’édifice fut l'endroit privilégié pour ordonner les prêtres du pays. La basilique a accueilli le pape Jean-Paul II en 1995, Mère Teresa en 1996 et Bartholomée Ier de Constantinople en 1997.
La quatorzième restauration de l'édifice eut lieu entre novembre 2004 et novembre 2006. Elle fut ainsi ouverte à nouveau pour fêter le bicentenaire des débuts de sa construction.

## Crypte

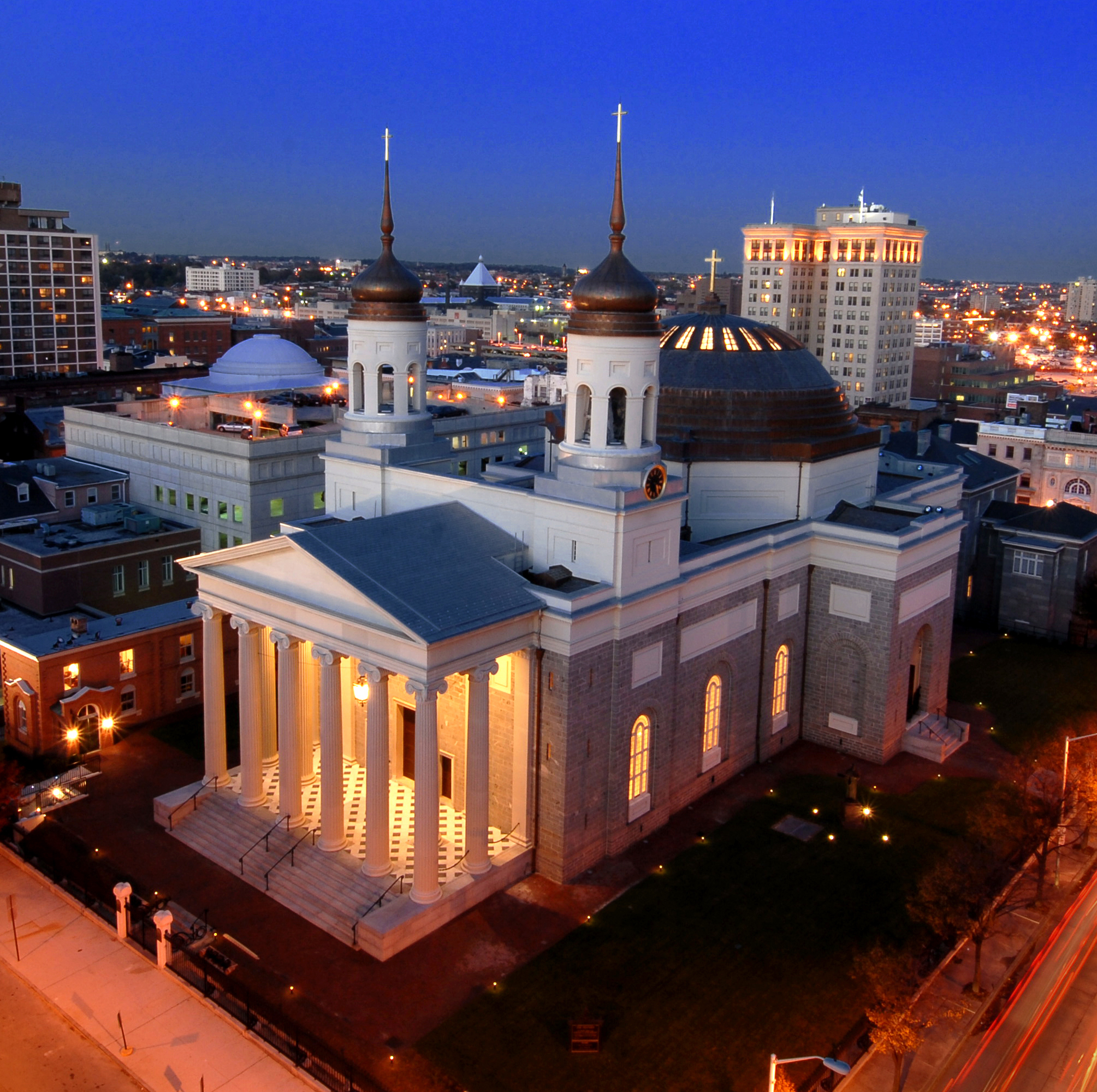
La basilique de nuit.

Huit des douze archevêques de Baltimore reposent dans la crypte de la cathédrale. Celle-ci est accessible au public. Les noms de ceux-ci sont :
- John Carroll, fondateur de la cathédrale et premier archevêque du 6 novembre 1789 au 3 décembre 1815 ;
- Ambrose Maréchal (en), troisième archevêque du 7 juillet 1817 au 29 janvier 1828 ;
- James Whitfield (en), quatrième archevêque du 29 janvier 1828 au 19 octobre 1834 ;
- Samuel Eccleston (en), cinquième archevêque du 19 octobre 1834 au 22 avril 1851 ;
- Francis Patrick Kenrick, sixième archevêque du 19 août 1851 au 8 juillet 1863 ;
- Martin John Spalding, septième archevêque du 6 mai 1864 au 7 février 1872 ;
- James Gibbons, cardinal, huitième archevêque du 3 octobre 1877 au 24 mars 1921 ;
- Michael Joseph Curley, neuvième archevêque du 10 août 1921 au 16 mai 1947.